# Gallagher
Leo Anthony Gallagher, Jr. (født 24. juli 1946, død 11. november 2022) var en amerikansk komiker og skuespiller.